# Melanagromyza michelbacheri
Melanagromyza michelbacheri är en tvåvingeart som beskrevs av Mitsuhiro Sasakawa 1992. Melanagromyza michelbacheri ingår i släktet Melanagromyza och familjen minerarflugor.
Artens utbredningsområde är Peru. Inga underarter finns listade i Catalogue of Life.